# Johnston (Carolina del Sud)
Johnston è un comune degli Stati Uniti d'America, situato in Carolina del Sud, nella Contea di Edgefield.